# Fabrezan
Fabrezan é uma comuna francesa na região administrativa de Occitânia, no departamento de Aude. Estende-se por uma área de 28,62 km². Em 2010 a comuna tinha 1 289 habitantes (densidade: 45 hab./km²).